# Германос Каравангеліс
Германос Каравангеліс (грец. Γερμανός Καραβαγγέλης, також як Єрманос, 1866–1935) — митрополит Касторійський, а пізніше Амасейський, Понтійський. Він був членом Грецького македонського комітету і виконував функції одного з головних координаторів грецької боротьби за Македонію.

## Рання життя і кар'єра
Германос Каравангеліс народився як Стіліанос у 1866 році в селі Стіпсі на Лесбосі, тоді ще під владою Османської імперії. Його батьком був Псаріот на ім'я Хризостом, а мати Марія. Він мав шість сестер і одного брата. Коли йому було два роки, його родина переїхала до Адраміттіо, у Малій Азії (тепер Едреміт, Туреччина), де його батько відкрив магазин. Там він навчався в школі і отримав стипендію для навчання в духовному училищі Халки. Закінчив його в 1888 році, коли був висвячений в диякона і отримав ім'я Германос. Потім він продовжив вивчати філософію в Лейпцизькому та Боннському університетах.
Германос отримав ступінь доктора і перебрався до Константинополя (нині Стамбул, Туреччина), де в 1891 році був призначений професором церковної історії та теології в теологічній школі Халкі, де він раніше вчився. Як професор він написав енциклопедію богослов'я, а також наукові праці та церковні промови. У 1886 році був висвячений на єпископа з титулом «єпископ Харіуполіський». На новій посаді він боровся за більшу грецьку освіту та приборкання антигрецьких настроїв. Він сприяв відправці грецьких студентів за кордон для отримання вищої освіти та успішно набрав 130 осіб до щойно побудованого ліцею. Заснував також жіночу школу під назвою «Каравангелівська жіноча школа». Каравангеліс також організовував заняття в недільних школах та навчав нових священнослужителів .
З 1896 по 1900 рік він служив єпископом Пера (нині Бейоглу, Туреччина).

## Митрополит Касторський і Македонська боротьба
Германос перебуває на посаді митрополита Касторійського Вселенського Константинопольського патріархату з 1900 по 1907 рік, призначений від імені Грецької держави послом Греції Ніколаосом Маврокордатом і був одним з головних координаторів грецької Боротьба за Македонію, яка мала на меті захистити грецькі та грецькі православні духовні інтереси проти турків і болгар у тодішній османській Македонії.
Під час македонської боротьби Каравангеліс організовував грецький супротив прихильникам болгарської орієнтації із Внутрішньої македонської революційної організації (ВМРО) та Екзархату. У той час Каравангеліс подорожував сільською місцевістю у темному плащі на плечі, з пістолетом і зав'язаним на капелюсі шарфом. Він сприятиме підняттю духу тих, хто приєднався до Патріархату, і в організації збройних загонів для боротьби з комітаджіями. Каравангеліс розглядав болгарський вплив у цьому районі як загрозу грецьким інтересам. Він виступав за тісні стосунки та взаємодію між турками та греками в регіоні лише в контексті, коли це було потрібно. Каравангеліс вважав суперництво між Патріархатом та Екзархатом без релігійного виміру, і що головною проблемою, яка хвилювала балканські держави, було постосманське майбутнє в регіоні після того, як імперія була відсторонена від Македонії. У той час Греція надсилала більше коштів, людей та зброї в Македонію таким особам, як Каравангеліс.  Саме йому вдалося повернути Патріархату багато сіл.

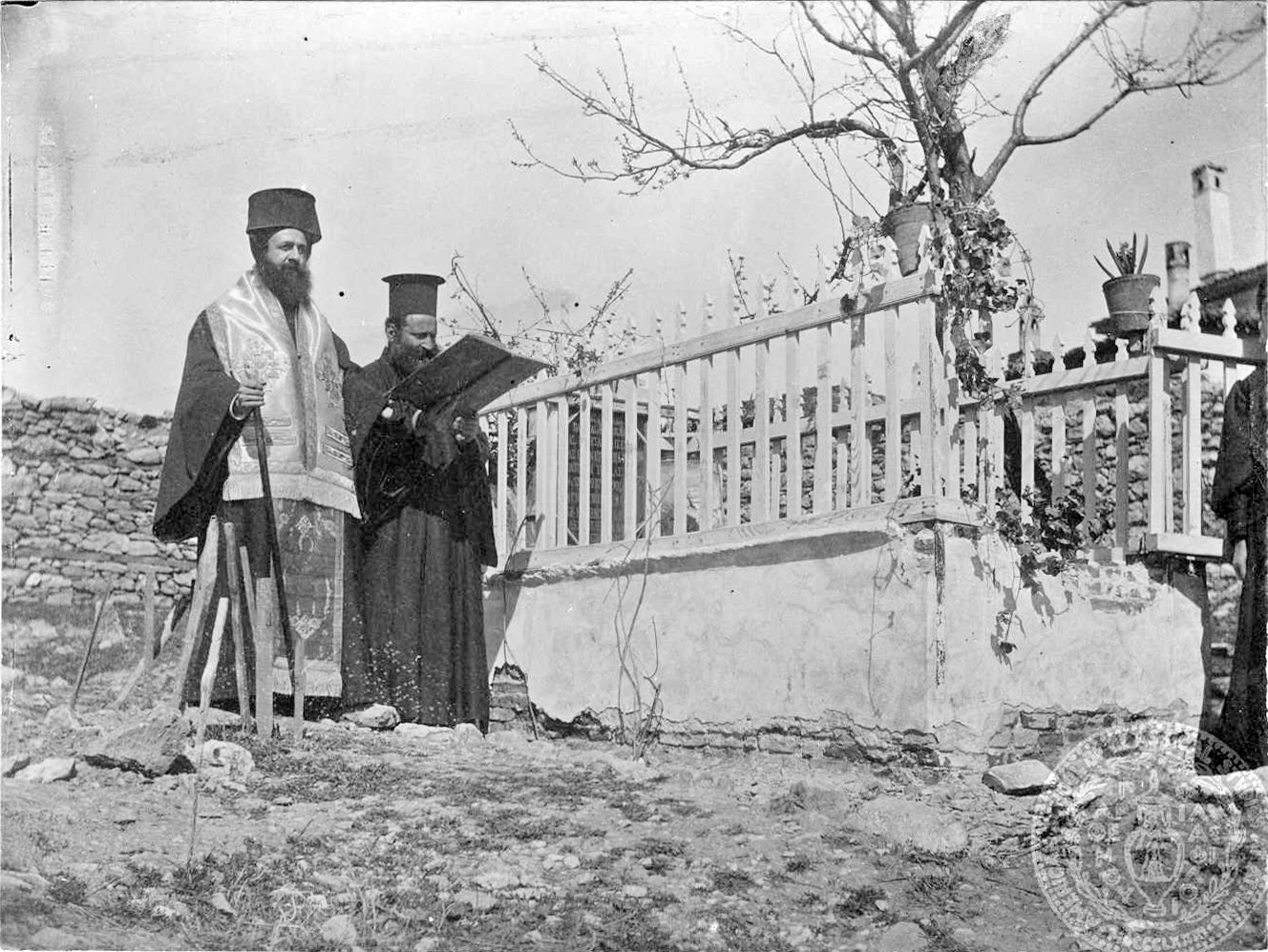
Германос Каравангеліс на могилі Павлоса Меласа.

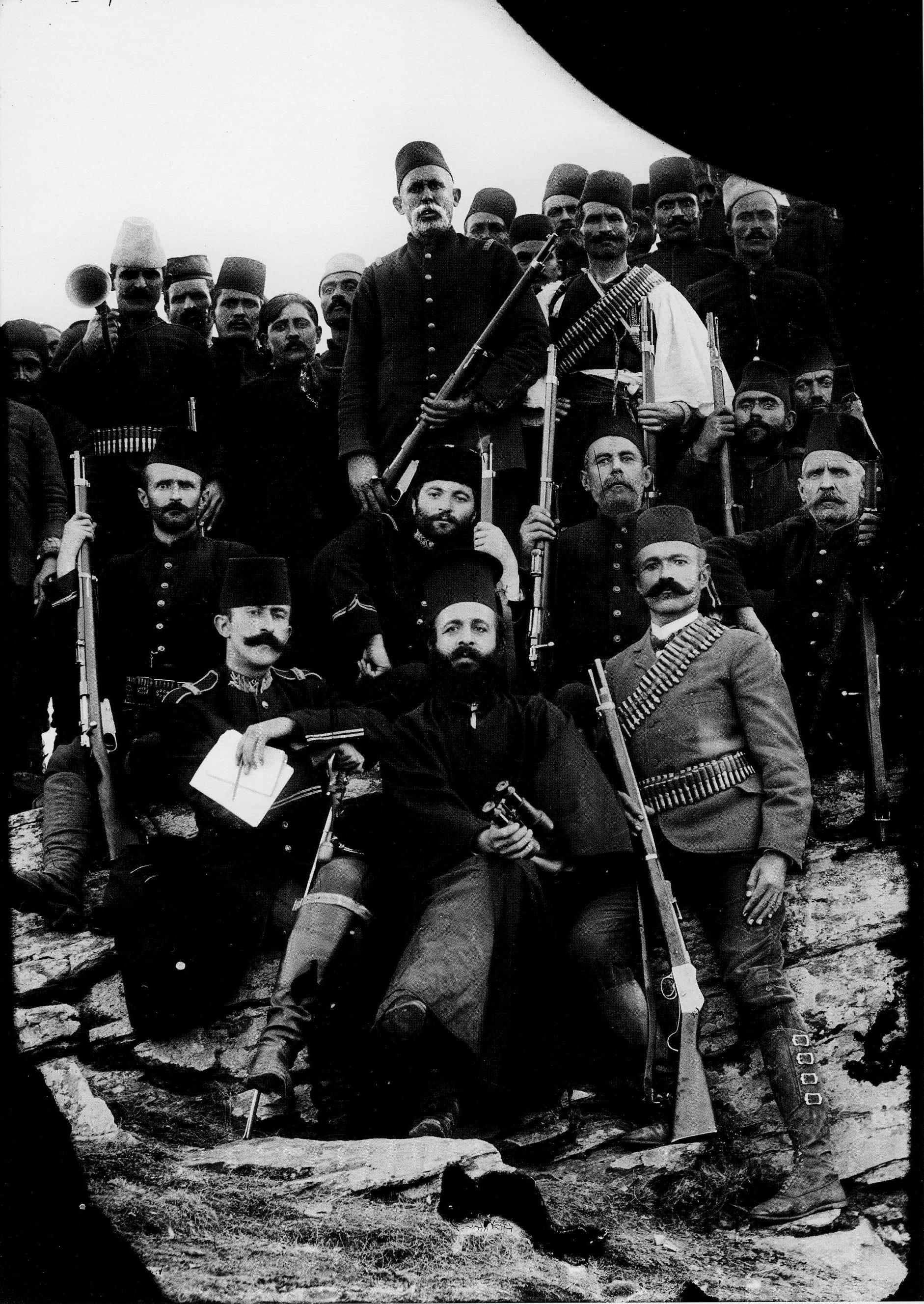
Германос Каравангеліс в оточенні османських солдатів і офіцерів у Касторії.

Каравангеліс організував збройні групи, що складалися в основному з офіцерів грецької армії та добровольців, привезених з Криту, Пелопоннесу та інших частин грецьких населених пунктів, і навіть працював з Павлосом Меласом. Він також завербував місцевих македонських греків, таких як отаман Вангеліс Стребреніотіс із села Сребрені (нині Аспрогея) та Костянтин Коттас, колишній член ВМРО, який у 1903 році за наказом Каравангеліса вбив і обезголовив болгарського революціонера Лазаря Поптрайкова. Голову яку доставили Каравангелісу, він поклав на свій стіл і сфотографував.

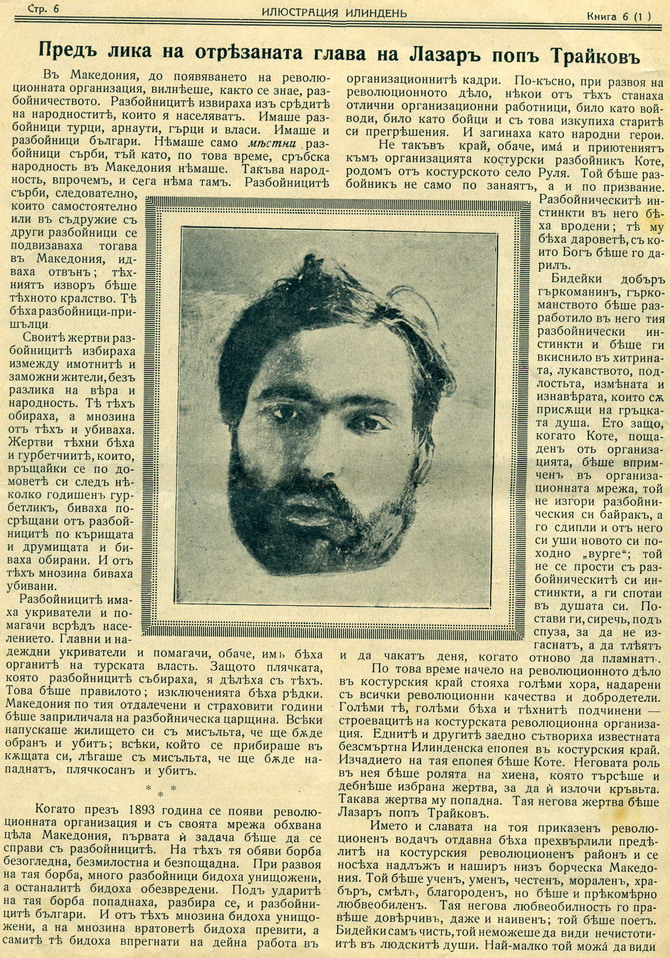
Голова Лазаря Поптрайкова на столі Германоса Каравангеліса (1903).

У 1905 році православний священик Крісто Неговані, який був причетний до албанського націоналістичного руху, провів Божественну літургію на албанському діалекті тоск як спосіб зміцнити албанський вплив та іредентистські претензії на регіон заради досягнення албанської незалежності. Зрештою він був убитий, і багато хто підозрює, що єпископ Каравангеліс був відповідальним за розпорядження про його смерть через його засудження використання албанської мови під час меси.
Каравангеліс зумів посилити грецькі прагнення в Македонії і таким чином сприяв пізнішому включенню більшої частини Македонії Грецією під час Балканських воєн, за що його вихваляють як національного героя грецької боротьби за Македонію («Македономах»). Він є автором книги мемуарів «Македонська боротьба» (грец. Ο Μακεδονικός Αγών ).

## Митрополит Амасійський і греко-турецької війни
У 1907 році, після болгарських скарг і тиску Росії, Каравангеліс був усунений з посади за наказом султана. Він повернувся до Константинополя як член Синоду до розпаду Амасійської єпархії в січні 1908 року. Патріарх попросив, щоб Каравангеліс зайняв нещодавно звільнену посаду, і тому він став митрополитом Амасії, центр якої був у Сампсунті. Там він допоміг створювати школи в найвіддаленіших селах і заснував середню школу для грецької освіти. Він також допомагав у формуванні збройних груп для захисту грецького та вірменського населення від турецької агресії та переслідувань з боку младотурків. Під час масових вбивств місцевих вірмен Каравангеліс разом із Хрисантом Трапезундським і єпископом Ефтімієм змогли врятувати сотні, сховавши їх у Митрополичій церкві та інших грецьких будинках. Їхні зусилля були визнані вірменською газетою, що базується в США. За свої дії був заарештований і відправлений до Константинополя в 1917 році, де деякий час перебував у в'язниці.
Після звільнення та загострення греко-турецької війни він був заочно засуджений до страти військовим трибуналом Мустафи Кемаля в 1921 році. У тому ж році Каравангеліс запропонував міністру закордонних справ Греції Георгіосу Балтацісу угоду про співпрацю греків вірменів і курдів з метою подолання турецького націоналістичного руху. Однак угода не була реалізована. Він також був великим прихильником Республіки Понт, що зробило його ще більшою мішенню для турецьких націоналістичних сил.
У серпні 1922 року Германос присутній у Бухаресті на коронації Фердинанда I Румунії. Під час повернення він потрапив на перший корабель до Константинополя, але війська Кемаля йому не дозволили покинути пароплав. Він отримав листа від Патріарха, який сповіщав його, що якщо він покине човен, його заарештують і стратять. Для власної безпеки Патріарх призначив його митрополитом Янінським.

## Пізніша кар'єра і смерть
У 1924 році, будучи митрополитом Яніни трохи більше року, Каравангеліс отримав лист із повідомленням про його призначення митрополитом Вселенського патріархату в Будапешті. Спочатку він протестував, але його не послухали. Багато хто вважає, що Каравангеліс був замінений на основі його венілізістських поглядів, і він вважав це призначення насмішкою і формою вигнання. У квітні того ж року Патріархат запропонував перенести штаб-квартиру з Будапешта до Відня. Після свого переїзду він невтомно працює, щоб відродити грецькі громади в Австрії та сусідніх Угорщині та Італії.
У 1926 році він був розлючений рішенням диктаторського уряду Теодороса Пангалоса скоротити його зарплату більш ніж наполовину і був змушений покладатися на пожертвування на основні потреби.
11 лютого 1935 року Германос Каравангеліс помер від серцевого нападу в готелі на південь від Відня у 68-річному віці. Його поховали у Відні, незважаючи на його прохання бути похованим у Греції у його заповіті.

## Спадщина
Германос Каравангеліс належить до найвідоміших учасників грецької боротьби за Македонію.
Нагороджений орденами Білого Орла та Святого Сави.
Його спогади про македонську боротьбу були опубліковані в 1959 році. У 1992 році його оповідання, поряд з іншими Македономахоями, було включено в «Постачі македонської боротьби» разом із «Справами Понта» Германоса Каравангеліса Антігоні Беллу-Трепсіадіс.
Також у 1959 році «Інститут вивчення Балканського півострова» разом із «Товариством македонських студій» (обидва Салоніки) організував передачу його кісток спочатку до Салонік, а потім, нарешті, до Касторії.
У Касторії йому присвячені пам'ятники.

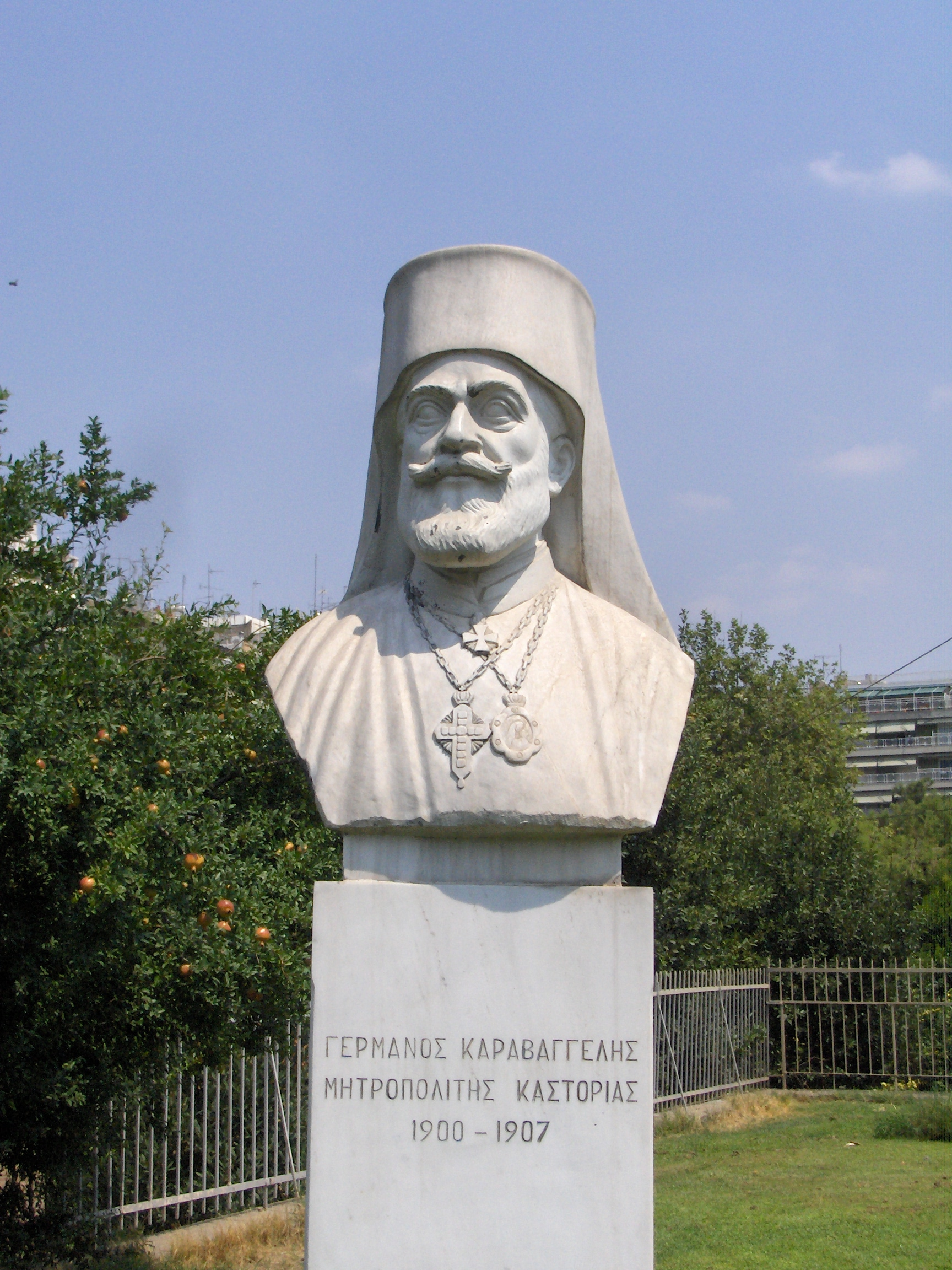
Бюст Германоса Каравагеліса.
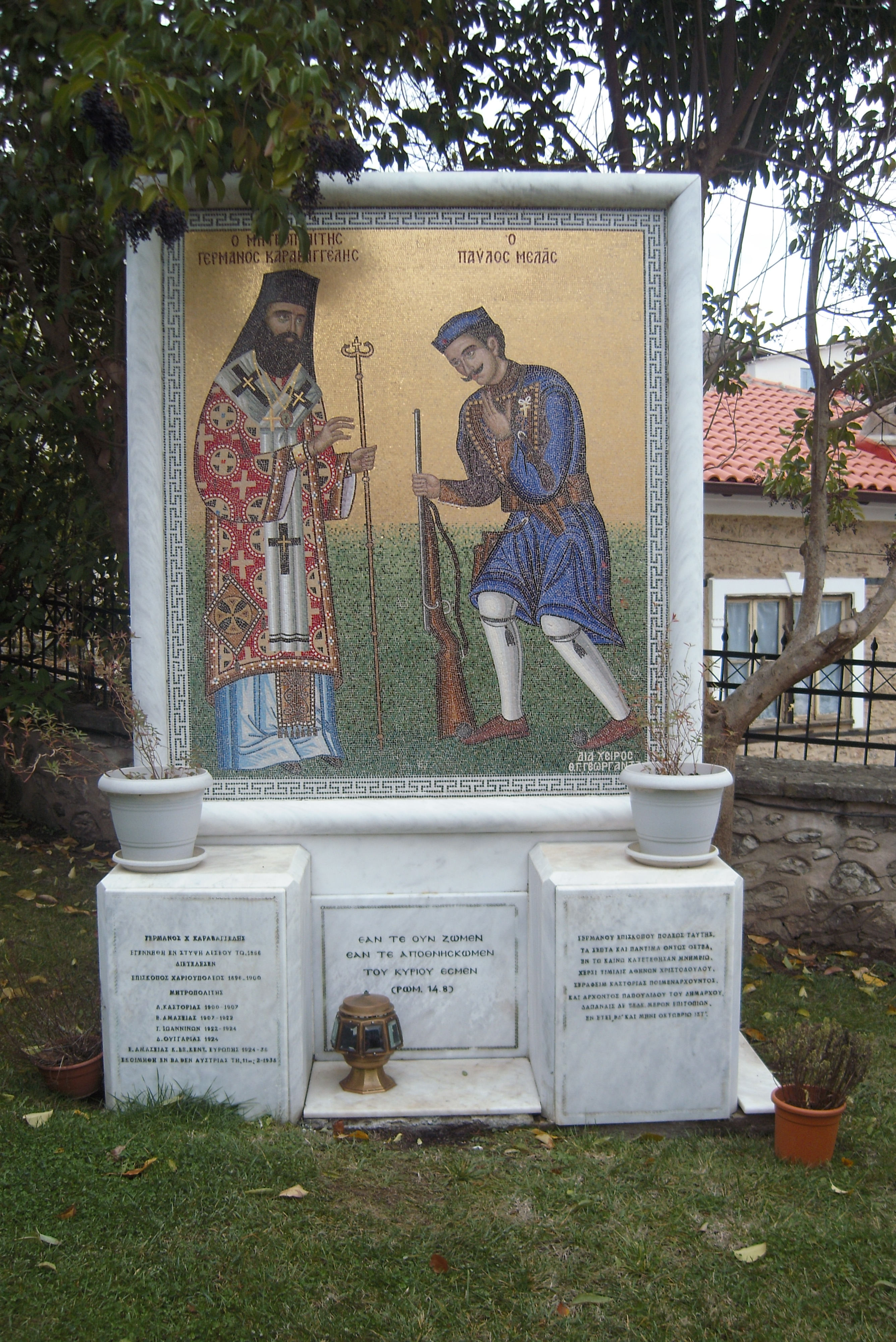
Меморіал із зображенням Германоса Каравангеліса (ліворуч) і Павлоса Меласа (праворуч).
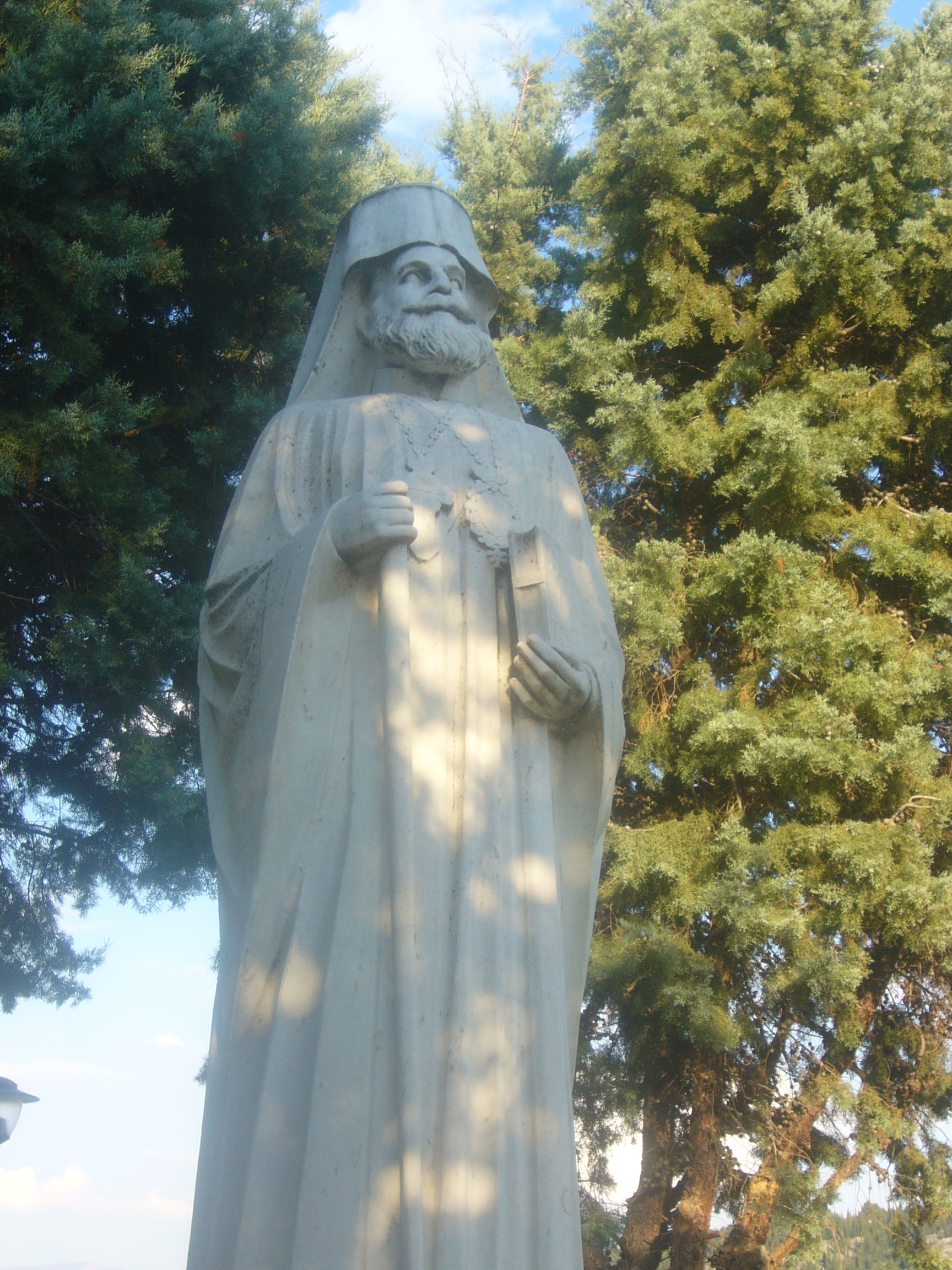
Статуя Германоса Каравангеліса.